# Бакнер (Арканзас)
Бакнер (енгл. Buckner) град је у америчкој савезној држави Арканзас.

## Демографија
По попису из 2010. године број становника је 275, што је 121 (-30,6%) становника мање него 2000. године.
| Група             | 2000.       | 2010.       |
| Белци             | 207 (52,3%) | 121 (44,0%) |
| Афроамериканци    | 179 (45,2%) | 142 (51,6%) |
| Азијати           | 2 (0,5%)    | 4 (1,5%)    |
| Хиспаноамериканци | 2 (0,5%)    | 6 (2,2%)    |
| Укупно            | 396         | 275         |